# Phyllomedusa azurea
Phyllomedusa azurea е вид жаба от семейство Дървесници (Hylidae).

## Разпространение
Видът е разпространен в Аржентина (Кориентес, Салта, Сан Салвадор де Хухуй, Санта Фе, Сантяго дел Естеро и Чако), Боливия, Бразилия (Гояс, Мато Гросо, Мато Гросо до Сул, Минас Жерайс и Токантинс) и Парагвай.